# Stählihaus

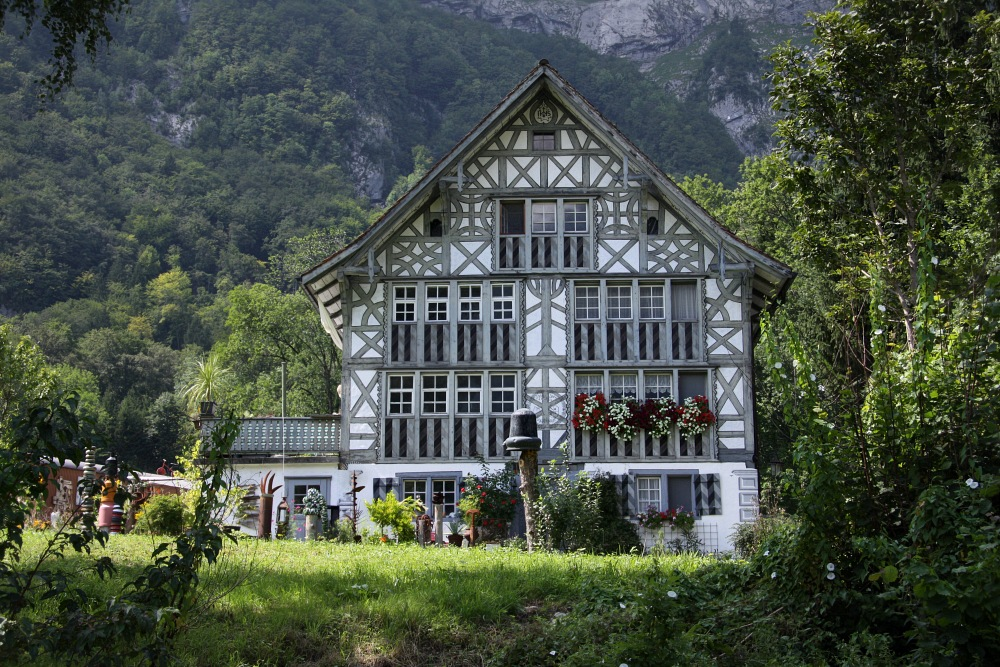
Stählihaus Netstal

Das 1728 erbaute und heute unter Denkmalschutz stehende Stählihaus in Netstal ist eines der wenigen Riegelhäuser, die nach der aus der Gegend des Zürichsees ins Glarnerland gebrachten alten Zimmermannskunst ausgeführt sind und das Riegelwerk unverdeckt zutage treten lassen.
Warmtönige Holzbalken sind in die weissen Mauerflächen eingeflochten, so dass viele Figuren daraus entstehen. Von den Figuren wiederholt sich mit Ausnahme des Andreaskreuzes keine einzige. Ausserdem gibt es symmetrisch eingelegte Fensterreihen, die samt den unter den Fenstern angebrachten Zugladen durch einfach ausgezackte Rahmen zusammengefasst sind. Aussergewöhnlich ist auch die weisse, mit Arabesken durchschlungene Bemalung der Untersichten des giebelförmigen Daches. Am Giebel steht die konstantinische Inschrift IHS, in diesem Zeichen siege!
Die Erbauer des Hauses können mit einiger Sicherheit bestimmt werden. Das Werk Häuptergeschlechter des Kantons Glarus vermerkt: „Von den Netstaler Stähli bekleideten mehrere Vertreter höhere Landesämter, so Christian (1685–1747), der mit dem Bruder Johannes (1698–1765) das Stählihaus baute.“ Das Schweizerische Geschlechterbuch äussert sich ähnlich: „Von den Netstaler Stähli bekleideten mehrere Vertreter höhere Landesämter, so Christian Stähli (1695–1747) als Ratsherr, Neunerrichter und Landeshauptmann zu Wil, der mit dessen Bruder, Seckelmeister und Neunerrichter Johannes (1698–1765) das Stählihaus erbaute.“